# 나카이 마사히로
나카이 마사히로(일본어: 中居正広, 1972년 8월 18일 ~ )는 일본의 가수이자 배우, MC이다. 자니스 사무소 소속의 남성 아이돌 그룹 SMAP의 리더이자 최연장자이다. SMAP내 이미지 컬러는 파란색이지만 'SMAPXSMAP' 프로그램에서의 이미지 컬러는 분홍색이다. 야구팀 요미우리 자이언츠의 광팬으로도 잘 알려져있다. 주로, 나카이군(中居くん) 이라고 불린다. 가족 내에서의 애칭은 히로짱(ひろちゃん). 앨범에 본인이 작곡·작사한 곡을 수록할 때는 N.맙삐(N.マッピー)라는 예명을 쓴다. 쿠사나기 츠요시, 카토리 싱고 등과 이적설이 나돌고 있다. 올해 5월에는 거취가 결정이 난다. 쿠사나기 츠요시와는 쟈니스 사무소에 들어 온 시기가 비슷하여, 가장 오래 알고 지낸 사이다.약력2024년 12월, 일본 타블로이드 신문에 나카이가 2023년 6월에 20대 여성과 합의하지 않은 성적 관계를 가졌다는 보도가 나왔다. 나카이는 해당 여성에게 9,000만 엔(미화 569,000달러)의 합의금을 지불한 것으로 알려졌다.
- 아버지는 통관 업무 근무. 남자 3형제의 막내 (셋째).
- 후지사와시 츠지후타바 유치원, 후지사와 시립 구게누마 초등학교 입학, 5학년 때 후지사와 시립 메이지 초등학교에 전입, 후지사와 시립 메이지 중학교, 도쿄 도립 요요기 고등학교 정시제 졸업. (이 학교에서 멤버 키무라 타쿠야와 같은 반이었다.)
- 1983년 초등학교 5학년 때 팔꿈치 부상으로 어렸을 때부터 해오던 야구를 관둠.
- 1987년 3월, 자니즈 사무소에 입소. 같은 해 가을에 SMAP의 전신인 남성 아이돌 그룹 "스케이트 보이즈"에 뽑힌다.
- 1988년 스케이트 보이즈 12명 중 6명의 멤버로 SMAP 결성.
- 1989년 10월, TBS 《시간됐어요 헤이세이 원년》에 출연.
- 1991년 9월 9일, 〈Can't Stop!-LOVING-〉로 CD 데뷔.
- 1995년 TV 아사히 정보 프로그램 "선데이 정글"에서 아이돌 최초의 스포츠 캐스터에 도전.(프로그램 입지는 진행과 사회)
- 1997년 《NHK 홍백가합전》 최연소 사회자로 발탁되었고, 그 후 총 6회 사회를 담당.(1997년 ~ 1998년, 2006년 ~ 2008년) 이는 사회 6회의 NHK의 아나운서를 제외하고는 최다 기록이다. 특히 2007년은 남자 최초로 홍팀의 사회를 맡았다. (홍팀은 여자가수팀)
- 1998년부터 2000년까지 3년 연속 후지 TV의 《FNS의 날》의 종합 사회를 맡고, 그 후에도 2004년, 2006년, 2011년에도 담당. 종합 사회 6회로 최다 기록이다.
- 2004년 TBS 방송국 아테네 올림픽 캐스터에 발탁. 그 후에도 2006년, 2008년, 2010년, 2012년 하계·동계 연속으로 발탁되었다.
- 2007년 베이징 올림픽 아시아 최종 예선에서는 호시노 센이치 감독의 "공인 서포터 캡틴"을 맡았다.
- 2009년 TV 아사히 방송국의 월드 베이스볼 클래식(WBC) 일본 대표 서포터 캡틴에 기용되었고 마이클 잭슨의 유작이 된 다큐멘터리 영화 《마이클잭슨 THIS IS IT》의 월드 프리미어 (10월 27일 미국 로스앤젤레스에서 개최)에 일본 유일의 게스트로 초대를 받았다.

## 수상 경력
- 1996년 하시다 스가코상 신인상 수상
- 제4회 드라마 아카데미상 - 남우주연상 (1995년) 《맛의 달인》
- 제14회 드라마 아카데미상 - 남우주연상 (1997년) 《마지막 사랑》
- 제40회 드라마 아카데미상 - 남우주연상 (2004년) 《모래 그릇》
- 제21회 닛칸 스포츠 영화 대상·이시하라 유지로상 - 남우주연상 (2008년) 《나는 조개가 되고 싶다》

## 출연 작품
SMAP의 출연에 대해서는 SMAP#버라이어티 프로그램 문서를 참조하십시오.

### 버라이어티 프로그램
굵은 글씨는 현재 출연 중인 방송임.
- 《모리타 카즈요시 아워 와랏테 이이토모!》 (1994년 4월 - 2014년 3월, 후지 TV)
- 《와랏테 이이토모! 증간호》 (1994년 4월 - 2014년 3월, 후지 TV)
- 《OH! 엘 클럽》 (1994년 10월 - 1996년 3월, TV 아사히) - 방송 종료
- 《생 산마 모두 좋은 기분!》 (1995년 10월 - 12월, 후지 TV) - 방송 종료
- 《나카이군 온천·나카이군 온천's·나카이군 온천 H》 (1996년 7월 - 1998년 3월, 요미우리 TV) - 방송 종료
- 《나카이 마사히로의 우리들은 모두 살아있다》 (1997년 10월 - 1998년 9월, 후지 TV) - 방송 종료
- 《사타☆스마》 (1998년 10월 - 2002년 3월, 후지 TV) - 방송 종료
- 《더! 세계 앙천 뉴스》(2001년 4월 -, NTV)
- 《나카이 마사히로의 금요일의 스마들에게(킨스마)》(2001년 10월 19일 ~ 2016년 3월 10일, TBS)
- 《배달 스마프 데리! 스마》 (2002년 4월 - 12월, 후지 TV) - 방송 종료
- 《와카츄키》 (2002년 10월 - 2004년 7월, NTV) - 방송 종료
- 《스마 오토》 (2003년 1월 - 2003년 3월, 후지 TV) - 방송 종료
- 《나카이 마사히로의 블랙 버라이어티》 (2004년 7월 - 2013년 3월, NTV)
- 《흑백 심판 버라이어티 나카이 마사히로의 수상한 소문이 모이는 도서관》(2011년 10월 ~ , TV 아사히)
- 《우모레비토》 (2012년 4월 - 2012년 9월, 후지 TV)
- 《화요곡!》 (2012년 4월 - 2013년 9월, TBS)
- 《나카이의 창》(2012년 10월 -, NTV)
- 《Sound Room》 (2013년 11월 - 2014년 3월, TBS)
- 《우타게》(2014년 4월 -, TBS)

### 정기 프로그램
- 《와랏테 이이토모! 특대호》 (1994년 -, 후지 TV)
- 《FNS27시간 TV " 산마·나카이의 오늘 밤도 잠들 수 없어》 (2000년 -, 후지 TV)
- 《후지 TV 프로그램 개편기 특집》 (2001년 -)
- 《와랏테 이이토모! 봄·가을의 제전 스페셜》 (2001년 - 2009년 봄·가을, 후지 TV)
- 《나카이 마사히로의 (生) 슈퍼 드라마 페스티벌》 (2006년 - 2009년 여름·겨울, 후지 TV)
- 《밤의 와랏테 이이토모! 봄·가을 드라마 특대호》 (2010년 - 2011년 봄·가을, 후지 TV)
- 《타모리·나카이의 빈손으로도 괜찮은데...!?~드라마틱·리빙룸~》 (2011년 가을 -, 후지 TV)

### 부정기 프로그램
- 《메챠메챠 이케테루! 나카이·나이나이 일본 일주 시리즈》 (1996년 -, 후지 TV)
- 《나카이 마사히로의 더 대 연표》 (2008년 -, NTV)
- 《나카이의 곱셈》 (2011년 1월 2일, 2012년 1월 4일, 2013년 1월 1일, 2014년 1월 3일) (후지 TV)
- 《노래 자랑 THE!월드 외국인이 열창하는 일본의 명곡》 (2012년 - , NTV) ※사회

### 단발 프로그램
- 《의심을 찾아라 R》 (TBS)
- 《비토 타케시의 D-1 그랑프리》 (1997년 가을 - 1998년 겨울, TV 아사히)
- 《마츠모토 히토시·나카이 마사히로 VS 닛테레》 (NTV)
- 《나카이 마사히로의 가족 회의를 열자!》 (TBS)
- 《나카이 마사히로의 텔레비전 50년 이름 프로그램이다 뮤직! 전원 집합 웃었다 울었다 감동 그 장면을 다시 꿈의 총결산 스페셜》 (2005년 10월 2일, TBS) ※사회
- 《키미하 브레이크》 (2008년 11월 18일·11월 25일·2009년 7월 21일, TBS)
- 《츠루베의 가족에 건배》 (2008년 12월 1일·12월 8일, NHK 종합)
- 《기록보다 기억에 남을 후지 TV의 웃는 50년~메챠메챠 이케테루!~》 (2009년 10월 10일, 후지 TV)
- 《나카이 마사히로 10문자로 설명하면 멋집니다! 뉴스의 소박한 의문》 (2009년 12월 28일, TV 아사히)
- 《카스페! 메자마시 TV Presents 나카이 마사히로의 세계는 굉장해 ~ 여기까지 조사했습니다 SP》 (2010년 3월 2일, 후지 TV) ※ 사회
- 《카스페! 메자마시 TV Presents 나카이 마사히로의 세계는 굉장해 ~ 여기까지 조사했습니다 SP 제2탄 (2010년 11월 9일, 후지 TV) ※사회
- 《속보! 연말 연시 더 시청률 베스트 30》 (2011년 1월 7일, NTV) ※사회
- 《메자마시 TV PRESENTS 나카이 마사히로의 세계는 대단해~여기까지 조사했습니다 SP 나카이 조 VS 코코 조 한여름의 격돌 편》 (2011년 8월 16일, 후지 TV) ※사회
- 《카스페! 메자마시 TV Presents 나카이 마사히로의 세계는 굉장해~여기까지 조사했습니다 SP 나카이 조 vs 코코 조 세계 대결전》 (2012년 1월 24일, 후지 TV) ※사회
- 《슈퍼 목요일!·드래프트 긴급 생 특별 프로! 엄마 고마워요》 (2012년 10월 25일, TBS) ※스페셜 네비게이터
- 《60번 승부》(2013년 2월 1일~2일 NHK·일본TV 공동 제작 특별 프로그램) ※사회

### 음악 방송
- 《아이돌 온스테이지》（1993년 10월 10일 - 1995년 9월 10일, NHK BS2）
- 《TOKIO in 무도관 TOKIO와 즐거운 시대를》 (1995년 1월 28일, NHK BS2)
- 《TK MUSIC CLAMP》（1996년 5월 - 1997년 6월, 후지 TV）
- 《우타방》（1996년 10월 15일 - 2010년 3월 3일, TBS）
- 《NHK 홍백가합전》 (1997년·1998년·2006년 - 2009년, NHK) - 사회
- 《더 뮤직아워》 (2010년 4월 20일 - 2010년 9월 14일, TBS)
- 《CDTV 스페셜! 섣달 그믐 프리미어 라이브》 (2010년 -, TBS) - 사회
- 《커밍순》（2011년 4월 25일 - 2012년 3월 26일, TBS)
- 《음악의 날》 (2011년 7월 16일, TBS) - 종합 사회
- 《지진 재해로부터 1년 "내일로 콘서트"》 (2012년 3월 10일, NHK 종합·NHK BS 프리미엄)

### 스포츠 관련 방송
- 《2004년 하계올림픽》 (TBS계) - ※캐스터
- 《2006년 동계올림픽》 (TBS계) - ※캐스터
- 《2008년 하계올림픽》 (TBS계) - ※캐스터
- 《《2010년 동계올림픽》 (TBS계) - ※캐스터
- 《2012년 하계올림픽》 (TBS계) - ※캐스터
- 《NEWS ZERO》 ※ZERO 스포츠 부정기 출연 (NTV)
- 《선데이 정글》 (TV 아사히) ※ 스포츠 담당
- 《THE 독점 선데이》 (NTV) ※취재원 담당
- 《교진 중독》 (NTV)
- 《나카이 마사히로의 스포츠 혁명》 (TV 아사히) ※사회
- 《스포츠 대MAX》 (NTV)
- 《대스폰츄!》 (NTV)
- 《체육계 스포츠 大 망년회 스페셜》 (NTV)
- 《나카이 마사히로의 잘나가는 선수 결정전 2006》 (2006년 12월 24일) (NTV)
- 《토쿠미츠&나카이 마사히로의 잘나가는 선수 결정전 2007》 (2007년 12월 27일)(NTV)
- 《나카이 마사히로의 아침까지 야구 철저 토론회》 (2007년 12월 27일)(TV 아사히)
- 《World Baseball 엔터테인먼트 타맛치!》 (2007년 - ) (후지 TV)
- 《아시아 야구선수권 2007 & 야구 베이징 올림픽 아시아 지역 최종 예선》 (2007년 12월 1일 - 12월 3일) (TV 아사히)
- 《나카이 마사히로의 7번 승부! 초일류 선수 VS 연예인, 어느 쪽이 승리? SP》 (2008년 - ) (NTV)
- 《나카이 마사히로의 프로 야구혼》 (2009년 - ) (TV 아사히) ※사회
- 《타맛치! 프레젠트, 프로 야구 좋은플레이 대상 2011 나카이군과 함께 웃음! 해피 메리크리스마스》 (2011년 12월 25일) (후지 TV)

### 다큐멘터리
- 《증언 기록 시민들의 전쟁》 (2009년 8월 9일 - 8월 13일, BShi)
- 《잊어버린 우리의 전쟁~나카이 마사히로가 듣는 전장의 목소리~》 (2009년 8월 14일, NHK 종합)

### 텔레비전 드라마
역할의 굵은 글씨는 주연 작품임.
- 《위험한 소년 III》 (TV 도쿄, 1988년) - 나카이 마사히로 역
- 《시간됐어요 헤이세이 원년》 (TBS, 1989년) - 타카라 히로시 역
- 《학교에 가자!》 (후지 TV, 1991년) - 마츠다 카츠미 역
- 《학교에 가자! 스페셜 여행의 아침에》 (1992년, 후지 TV) - 히로시 역
- 《팔이 기억해3》 (NHK 종합, 1991년)
- 《더 호감을 - 두 사람 사이의 거리-》 (1992년, NTV)
- 《너에게 전하고 싶어 (1994년, TBS)
  - 《'결혼하고 싶은 남자'》 - 스핀 오프 출연
  - 《'도쿄 순애 증후군'》 - 스기야마 슌스케 역
- 《은빛 연애 편지》 (1994년, 후지 TV) - 미방송 작품이었지만, 2009년 '모리시게 히사야' 추모 방송으로서 방송.
- 《기묘한 이야기》
  - 《95 가을 특별편 - '23세의 노인'》 (후지 TV, 1995년) - 주연
  - 《96 가을 특별편 - '부정기 버스의 손님'》 (후지 TV, 1996년) - 오카다 역
  - 《96 SMAP 특별편 - '어른 수험》' (2001년) - 사가라 우지 역
- 《맛의 달인》 (TV 아사히, 1995년)
- 《맛의 달인2 교토편》 (TV 아사히, 1996년) - 이하시 사토루 역
  - 《신춘 드라마 스페셜 '맛의 달인'》 (1997년)
  - 《신춘 드라마 스페셜 '맛의 달인'》 (1998년)
  - 《신춘 드라마 스페셜 '맛의 달인'》 (2011년)
  - 《드라마 스페셜 '맛의 달인'》 (2013년)
- 《빛나는 계절속에서》 (후지 TV, 1995년) - 히구치 신이치 역
- 《빛나라킨타로 - 제6화, 제9화》 (1995년, TBS) - 게스트 (나카이 마사히로) 역
- 《누군가가 누군가를 사랑하고 있다》 (1996년, TBS)
- 《승리의 여신》 (후지 TV, 1996년) - 요시모토 코헤이 역
- 《나니와 금융도》 (후지 TV, 1996년) - 하이바라 타츠유키 역
  - 《나니와 금융도2》 (후지 TV, 1996년)
  - 《나니와 금융도3》 (후지 TV, 1997년)
  - 《나니와 금융도4》 (후지 TV, 1999년)
  - 《나니와 금융도5》 (후지 TV, 2000년)
  - 《나니와 금융도6》 (후지 TV, 2005년)
- 《마지막 사랑》 (TBS, 1997년) - 우정출연
- 《브라더스》 (후지 TV, 1998년) - 후지와라 신진 역
- 《후루하타 닌자부로 vs SMAP》 (1999년, 후지 TV) - 나카이 마사히로 역
- 《굿 뉴스》 (TBS, 1999년) - 쿠로사와 죠이치로 역
- 《전설의 교사》 (NTV, 2000년) - 카자마 다이스케 역 ※공동주연 : 마츠모토 히로시
- 《하얀 그림자》 (TBS, 2001년) - 나오에 요스케 역
  - 《신춘 드라마 스페셜 '하얀 그림자'》 (2003년)
- 《모래 그릇》 (TBS, 2004년) - 와가 에이료 역
- 《결혼 활동!》 (후지 TV, 2009년) - 아메미야 쿠니유키 역
- 《ATARU》 (TBS, 2012년) - 아타루 역
  - 《ATARU 스페셜~뉴욕으로부터의 도전장!!~》 (TBS, 2013년) - 아타루 역
- 《쩐의 전쟁 제1화》 (2015년) - 하이바라 타츠유키 역
- 《신 나니와 금융도》 (후지 TV, 2015년) - 하이바라 타츠유키 역

### 영화
- 《개인 교습》 (1993년, 이나가키 고로 주연작)
- 《슛!》 (쇼치쿠, 1994년) - 주연
- 《제2회 흠 시네마 잭 "뭔가 이상해? Part2"》 - 아들 역
- 《모방범》 (토호, 2002년) - 아미가와 고이치(피스) 역
- 《나는 조개가 되고 싶다》 (토호, 2008년) - 시미즈 도요마츠 역
- 《남동생》 (쇼치쿠, 2010년) - ※우정출연
- 《극장판 아타루 - 퍼스트 러브 & 라스트 킬》 (2013년) - 아타루 역

### 무대(연극)
- 《레인보우 거리 사람들》 (1992년, 도쿄 다카라즈카 극장)

### 라디오
현재
- 《나카이 마사히로의 Some girl's SMAP》（1995년 7월 -, 닛폰 방송)

과거
- 《STOP THE SMAP》 (1991년 10월 - 2012년 3월, 분카 방송)
- 《나카이 마사히로의 올나잇 닛폰》（1993년 11월 - 1994년 10월, 닛폰 방송）
- 《나카이 마사히로의 WOO YAH SMAP》（1995년 4월 - 1996년 9월, NACK5）
- 《G1 구루파》 (1996년 10월 - 1997년 9월, JFN)
- 《라디오·자선·뮤직 손》 (1996년 12월 24일 - 25일, 1997년 12월 24일 - 25일, 닛폰 방송)

## 광고(CM)
현재
- 닛신 식품 "돈베이" (2004년 -)
- 메이지 제과 "메이지 아몬드 초콜릿", "메이지 밀크 초콜릿" (2005년 -)
- 하우스 식품 "우콘의 힘" (2009년 -)
- 하우스 식품 "우콘의 힘 모닝 구조" (2010년 -)
- ANGFA 주식회사 스캘프D (2011년 5월 -)
- H.I.S(여행회사) 첫꿈 페어 (2011년 12월 -)
- CHINTAI "간단&댄싱" (2012년 1월 -)
- 에이블 "이에~이브루" (2012년 1월 -)
- 휴먼 트러스트 "전철 아저씨 편" (2012년 8월 -)

과거
- 일본 우정성 "우체국 택배"
- 아지노모토
  - "쿠노르 구다크상 계란 수프"
  - "쿠노르 홋카이도 포타"
- 스미토모고무공업 "던롭·데지타이야 LE MANS"
- 시세이도 "UNO"
- 로토 제약
  - 로토 Zi : φ
  - 로토 Zi : 플래시
  - 로토 Zi : φNEW"
- 요시노야
- 일본 복권 "로또"
- 스카이 퍼펙 TV!
- 일본 생명 "영 리그", "꿈 연금", "꿈이 가득한 꿈 가장 캠페인"
- JRA 아리마 기념
- 다이킨 인더스트리스 "와이드 거실 에어컨"
- 산토리 음료 "슈퍼 HOP'S 생", "BOSS"
- 미쓰비시 자동차
  - "미라지"
  - "미라지아스"
  - "RVR"
- 다이오 제지 "GOO'N"
- 에자키글리코 "푸리테루"
- 일본 중앙 경마회
- NTV "극공간 프로 야구"
- NTT "ISDN"
- 롯데제과
  - "크리스프 스틱"
  - "크런키 초콜릿"
  - "카카오의 은혜"
  - "BLACKBLACK 껌"
  - "아몬드 초콜릿"
- 라이온(LION) "구론산"

## 도서

### 저서
- 나카이 마사히로의 Music clamp 편 "SMAP MIND-나카이 마사히로 음악 대담 <Vol.1>"(1997년, 겐토샤) ISBN 978-4-87728-151-9
- 나카이 마사히로의 Music clamp 편 "SMAP MIND-나카이 마사히로 음악 대담 <Vol.2>"(1997년, 겐토샤) ISBN 978-4-87728-160-1
- 나카이 마사히로의 Music clamp 편 "SMAP MIND-나카이 마사히로 음악 대담 <Vol.3>"(1997년, 겐토샤) ISBN 978-4-87728-176-2
- 나카이 마사히로의 Music clamp 편 "SMAP MIND-나카이 마사히로 음악 대담 <Vol.4>"(1997년, 겐토샤) ISBN 978-4-87728-177-9

### 사진집
- 사복 투성이의 "나카이 마사히로 증간호"~빛나고 있는~（2009년）

후지 TV 《와랏테 이이토모!》의 생방송을 하고 있는 스튜디오 '알타'에 올 때마다 방송을 마친 후 나카이의 사복 차림을 (2007년 1월 - 2009년 6월) 촬영, 이를 모아서 사진집을 발매. 8월 18일 본인의 생일 날짜에 발매되어 당시의 나이인 만 37세에 맞춰 370엔(한화 4800원)이라는 저렴한 가격에 발매되어 화제가 되었다. 본인이 그린 엉뚱한 그림들도 삽입되어 있다. 약 60만부의 판매량을 기록했다. 2009년 - 2014년까지 총 4권이 발간되었다.

## 같이 보기
- SMAP
- 쟈니즈 사무소